# John Gaddum

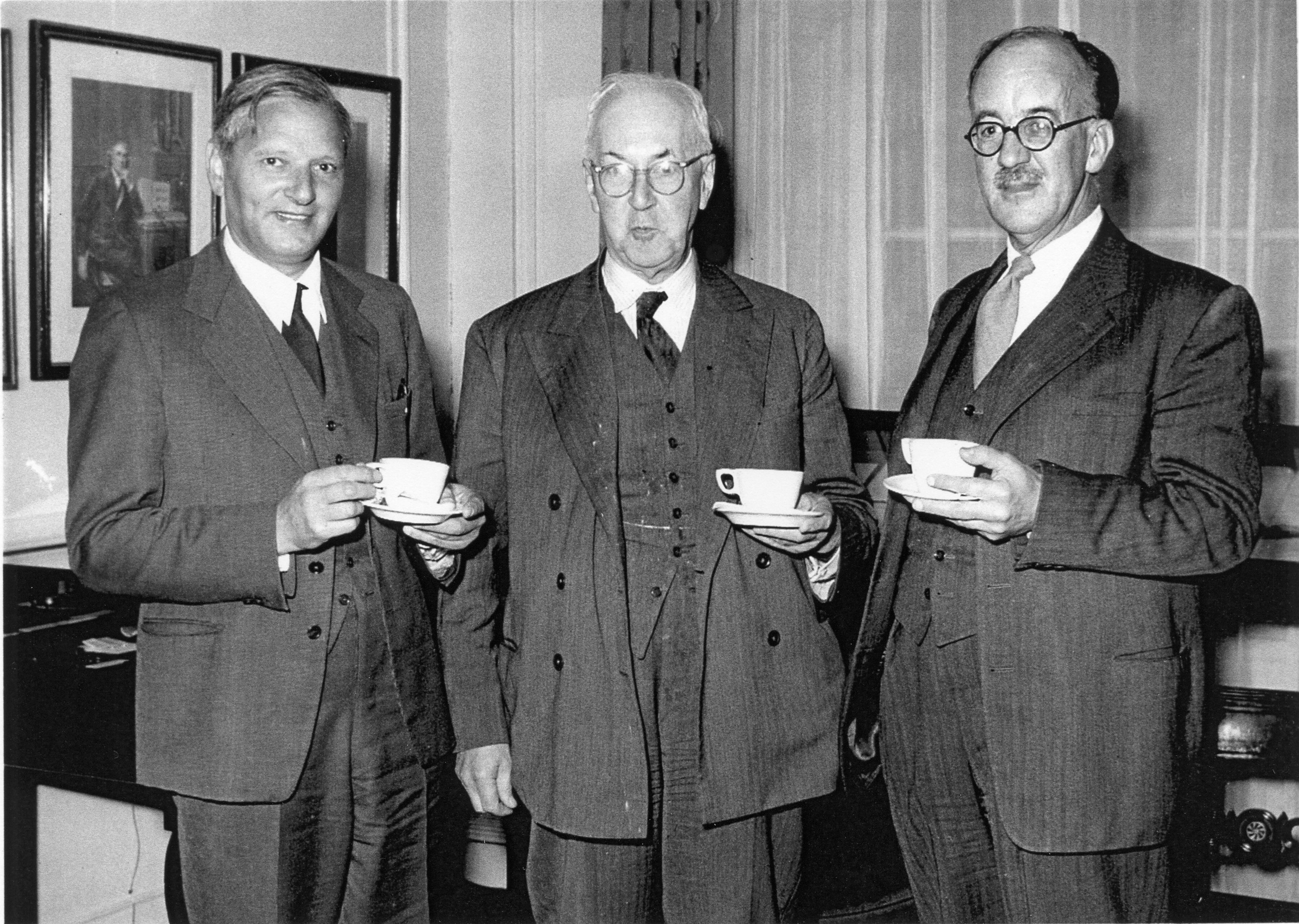
Wilhelm Feldberg, Henry Dale und John Gaddum (Gaddum rechts im Bild)

Sir John Henry Gaddum, KBE (* 31. März 1900 in Hale, Cheshire; † 30. Juni 1965) war ein britischer Physiologe und Pharmakologe. Er war Professor an der Universität Kairo, am University College London, am Londoner College of the Pharmaceutical Society und an der Universität Edinburgh sowie Leiter des Instituts für Tierphysiologie am Babraham Institut in Cambridge. Zu seinen wissenschaftlichen Verdiensten zählen die Beschreibung von Gesetzmäßigkeiten der komplexen Wechselwirkung von Agonisten und Antagonisten mit einem Rezeptor (Gaddum-Gleichung), die Entdeckung von Acetylcholin als Neurotransmitter und die Entdeckung unterschiedlicher Serotonin-Rezeptoren als Ursache für die vielfältigen Wirkungen des körpereigenen Botenstoffs Serotonin.

## Werdegang
John Gaddum war das älteste Kind von Henry und Phyllis Gaddum. Er besuchte die „Miss Wallace's Day School“ in Bowdon, damals Cheshire und später die „Moorland House School“ in Heswall. Von 1913 bis 1919 besuchte er die Rugby School. Im Anschluss daran besuchte er das Trinity College in Cambridge, um Mathematik und Physiologie zu studieren. Ein anschließendes Medizinstudium am University College London schloss er 1925 ab.
Seine ersten wissenschaftlichen Arbeiten verfasste er unter der Leitung von John William Trevan. Basierend auf den Ergebnissen dieser Arbeiten stellte John Gaddum später die nach ihm benannte Gaddum-Gleichung auf. Von 1927 bis 1933 arbeitete er in der Forschergruppe des späteren Nobelpreisträgers Henry Dale am National Institute for Medical Research. In diesen Jahren entdeckte er zusammen mit Ulf von Euler die Substanz P und die Neurotransmitterfunktion des Acetylcholins. Während dieser Zeit heiratete er Iris Mary Harmer. 1934 nahm er einen Ruf als Professor an die Universität Kairo an. Bereits 1935 wechselte er zurück an das University College London und drei Jahre später nahm er den Lehrstuhl für Pharmakologie am College of the Pharmaceutical Society in London an. Nach dem Ausbruch des Zweiten Weltkriegs war er in Porton Down, einer militärischen Forschungseinrichtung, tätig und trug nach Eintritt in die Army den Rang eines Temporary Lieutenant-Colonel. 1942 nahm er den Lehrstuhl der Materia Medica in Edinburgh an, den er bis 1958 behielt. In dieser Zeit beschäftigte er sich insbesondere mit der Erforschung der Pharmakologie des Serotonins und des LSDs und scheute dabei nicht vor Selbstversuchen zurück. 1957 entdeckte er, dass die vielfältigen Wirkungen des Serotonins durch verschiedene Serotoninrezeptoren vermittelt werden. Die letzten Jahre seines Lebens, von 1958 bis 1965, war John Gaddum der Direktor des Instituts für Tierphysiologie des Babraham Institute in Cambridge.

## Auszeichnungen und Ehrungen
Seit dem 1. März 1943 war er Fellow der Royal Society of Edinburgh. Im März 1945 wurde ihm der Titel „Fellow of the Royal Society“ (FRS) von der Royal Society verliehen. Ein Jahr vor seinem Tod wurde John Gaddum zum Knight Commander of the Order of the British Empire (KBE) geschlagen. Im Jahr 1962 wurde er zum Mitglied der Leopoldina gewählt. 1965 verlieh ihm die Universität Edinburgh die Ehrendoktorwürde.